# Persona 3 The Movie: No. 4, Winter of Rebirth
Правильна назва цієї сторінки — Persona 3 The Movie: #4 Winter of Rebirth, але її не можна використовувати через технічні обмеження.
«Persona 3 The Movie: #4 Winter of Rebirth» (яп. 劇場版「ペルソナ3」第4章, кириліз.: Ґекіджьобан Перусона 3 Даі Йон Шьо; укр. Персона 3. Фільм 4: Зима відродження) — японський анімаційний фільм 2016 року. Це четверта й заключна частина серії фільмів, що адаптує рольову відеогру Persona 3, спочатку розроблену і видану у 2006 році компанією Atlus. Режисером виступив Томохіса Таґучі, а сценаристом — Джюн Кумаґаі. Прем'єра фільму відбулася 23 січня 2016 року.

## Акторський склад
- Акіра Ішіда — Макото Юкі, Рьоджі Мочідзукі
- Меґумі Тойоґучі — Юкарі Такеба
- Кьосуке Торіюмі — Джюнпеі Іорі
- Ріе Танака — Міцуру Кіріджьо
- Хікару Мідорікава — Акіхіко Санада
- Маміко Ното — Фуука Ямаґіші
- Маая Сакамото — Аіґіс
- Меґумі Оґата — Кен Амада
- Ісаму Танонака — Ігор
- Міюкі Савашіро — Елізабет, Чідорі Йошіно
- Шінія Такахаші — Коромару
- Масая Оносака — Джін Шірато
- Нобютоші Канна — Такая Сакакі

## Маркетинг
«Persona 3 The Movie: #4 Winter of Rebirth» вперше анонсовано наприкінці «Persona 3 The Movie: #3 Falling Down».

## Касові збори
Станом на 24 січня 2016 року фільм понад 35 мільйонів єн в Японії.